# Kaitawa
Kaitawa insulare es una especie de araña araneomorfa de la familia Gnaphosidae. Es la única especie del género monotípico Kaitawa.  

## Distribución
Es originaria de Nueva Zelanda.